# グスタフ・ハイネマン
グスタフ・ヴァルター・ハイネマン（Gustav Walter Heinemann、1899年7月23日 - 1976年7月7日）は、ドイツ（西ドイツ）の政治家、神学者。1969年から1974年にかけて第3代連邦大統領を務めた。連邦大統領としては初のドイツ社会民主党（SPD）出身であった。連邦大統領に就任する前には、アデナウアー政権では内務大臣、キージンガー政権では法務大臣を務めた。また反戦・平和主義者として知られた。

## 経歴

### 自由主義・キリスト教
三人兄弟の長男としてシュヴェルム（ノルトライン＝ヴェストファーレン州）に生まれる。父はエッセンでクルップ社の販売委託人をしていた。名前は瓦葺き親方だった母方の祖父から受け継いだ。父や祖父は急進的自由主義者で、どの教会にも属していなかった。曾祖父は三月革命に参加している。ハイネマンは祖父の影響で子供の頃から革命歌を歌っていたという。少年期に既に、ドイツ人の臣民根性を1848年の革命精神、すなわち自由民主主義の発展で変えていかねばならないと心に決めていた。第一次世界大戦中の1917年、仮アビトゥーアに合格したのち軍に志願。彼は大砲の観測兵として優秀さを示したが、心臓の病気で3ヶ月で除隊し、前線に出ることはなかった。
弁護士を志していたハイネマンは学業に戻り、1919年からミュンスター、マールブルク、ミュンヘン、ゲッティンゲン、ベルリンの各大学で法学を学び、1921年に第一次法曹試験（司法修習試験）に合格し卒業。1921年、マールブルク大学から最初の政治学博士号を授与される。1926年に第二次法曹試験（国家司法試験）に合格。同時にエッセンで弁護士を開業。同年、ヒルダ・オルデマンと結婚。一男三女をもうける。彼女はマールブルク大学でルドルフ・カール・ブルトマンの下でプロテスタント神学を学んでおり、教会で働いていた。彼女らを通じてハイネマンはスイス人神学者カール・バルトと知己になり、全く無宗教だった彼がキリスト教に目覚め、民族主義や反セム主義に対する拒絶の思いを強くしていく。1929年にはミュンスター大学で法学博士号を取得した。同年、法律に関する最初の著書を出版。1929年から1949年までエッセンの製鉄所で弁護士を務める。1933年からはケルン大学で法学を講義した。
1930年、キリスト教社会運動(CSVD)に参加。しかしナチスの台頭への警戒から1933年の総選挙ではドイツ社会民主党（SPD）に投票した。しかしナチスは政権を獲得。ハイネマンはナチスによる教会への介入に対する抵抗運動に身を投じる。親しい牧師がナチスの組織した「ドイツ・キリスト教徒協会」により職を剥奪され、ハイネマンは地域の信徒の代表かつ法律家としてヒトラー首相に抗議の書簡を送る。彼はその法律知識からプロテスタントの抵抗組織「告白教会」の広報役としてその設立にかかわり、自宅の地下で抗議ビラを印刷した。プロテスタント内にも宗派対立があり、ハイネマンはこうした対立を拒絶していたが、彼の抗議が受け入れられなかったために1939年に告白教会の役職を辞職。第二次世界大戦中はキリスト教徒の法律相談やユダヤ人を匿う活動をしていた。1936年から1950年までエッセンのキリスト教青年会代表を務める。抵抗運動には細心の注意を払っていたため、彼がナチスに逮捕されることはなかった。

### CDU設立と離党

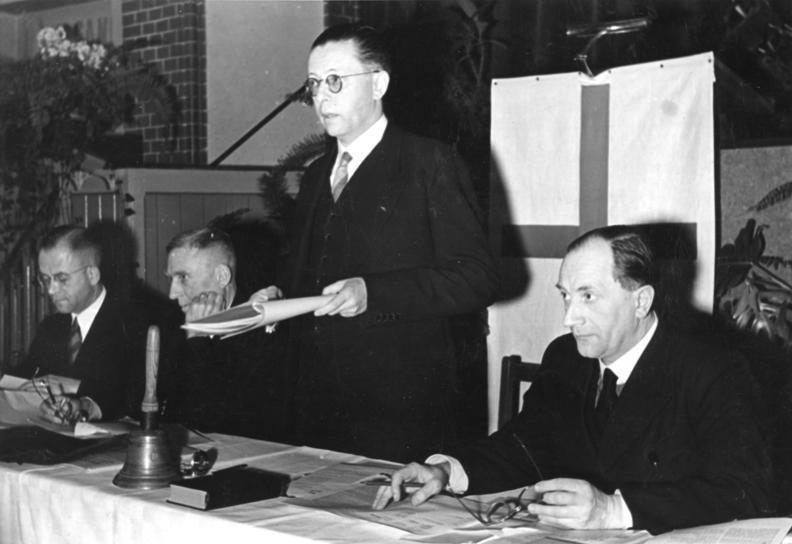
ドイツ・プロテスタント教会会議の総会で挨拶するハイネマン（中央起立する人物）（1949年1月）

敗戦後の1945年、彼はドイツ福音主義教会（EKD）の他の役員と共に、「シュトゥットガルト罪責告白」に署名する。彼は1955年まで同協会の初代会長を務め、またドイツ・プロテスタント教会会議の成立にかかわった。1948年から1961年まで世界キリスト教会委員も務めている。こうした教会活動の傍ら、カトリック・プロテスタントの枠組みを越えたキリスト教民主同盟(CDU)の結成に参加。イギリス軍軍政部は彼をエッセン市の助役に任命した。1946年には市長に選出され、1949年まで務める。1947年には新たに発足したノルトライン＝ヴェストファーレン州の州議会議員に当選。カール・アルノルト州首相の内閣で法務大臣を務める。同州では元ケルン市長コンラート・アデナウアーがCDU指導者として活動していたが、既にこの頃からハイネマンとアデナウアーの意見の相違が始まっていた。
アデナウアーは1949年にドイツ連邦共和国（西ドイツ）初代連邦首相に選出される。僅差だったため社会民主党（SPD）との大連立も検討されたが、アデナウアーはこれを拒否。CDU幹事会はカトリック派に大臣ポストを多めに振り分けようとして批判されたため、その批判を避ける意味もあって1949年9月20日にプロテスタント派のハイネマンが内務大臣に任命された。そのためにハイネマンがEKDの代表に留まることが入閣の条件とされた。ハイネマン自身は政界の先行きの不透明さを考慮して、退任後にエッセンの製鉄所の仕事に戻れるという確約をアデナウアーから得て初めて就任を承諾したという。
1950年8月、アデナウアーが世論ばかりか閣僚にも諮らずに西側連合国と西ドイツの再軍備について交渉していることが判明した。ハイネマンはこれに反対の意を表明し、10月に内相を辞任した。ハイネマンはアデナウアーに宛てた手紙の中で、プロテスタント教会会議がドイツの再軍備を拒絶していること、またドイツは武器で守ることはできず、戦争になれば東西陣営の衝突の場となって破壊のみがもたらされ、決して「勝利」は得られず、ドイツ軍の創設はその社会的可能性を限定してしまうものである、と説明している。
弁護士として兵役忌避運動などの活動をした後、1952年にCDUを離党して全ドイツ人民党(GVP)を設立した。この党の主張は、分裂したドイツを再統一しドイツの軍国主義を終わらせるために軍備をせず、NATOと東側陣営の間で厳正中立を保ち、（当時は再軍備していなかった）東ドイツのような人民警察程度の武力に留めよ、というものだった。この年西ベルリンで演説し、ソ連の独裁者スターリンが提案した全ドイツの非武装化案（いわゆる「スターリン・ノート」）を、「真剣に検討する余地がある」と述べた。CDUは支持者を動員して会場はブーイングの嵐に見舞われたが、ハイネマンは「そういうことをすれば西側にも言論の自由がない、と東ベルリンの新聞に書かせることになる。この会場には私の話を聞くために入場料を払った人々もいる。東の第五列だけではないのだ」と理を尽くして説いたため、会場は再び静かになったという。しかし翌年の連邦議会選挙は得票率1.2％に留まり、ハイネマン自身も議席を失った。

### 反核・人権
ハイネマンらはGVPを解党して1957年に社会民主党(SPD)に入党、連邦議会に復帰してすぐにSPD議員団幹事会員に選ばれた。翌年にはSPD党執行部入りし、プロテスタントの自由主義急進派の代表としてSPDの国民政党化を印象付け、ルール地方の産業労働者へのSPDの支持拡大に貢献した。1957年からは創設されたばかりのドイツ連邦軍の非核化運動を主導。1958年には議会演説で冷戦を「キリスト教とマルクス主義の戦い」と比喩したアデナウアーを、「キリストはマルクスのために死んだのではない、我々全員のために（原罪を負って）死んだのだ」と舌鋒鋭く攻撃する演説を行った。同年、核兵器など大量破壊兵器は国際法や連邦基本法第25条に違反すると訴え、ホロコーストも引き合いに出して反対する演説を行った。
1966年、CDUとSPDの大連立によるクルト・ゲオルク・キージンガー内閣が成立すると、SPDのヴィリー・ブラント党首の推薦で法務大臣に就任した。当時刑法改正が問題となっており、ハイネマンの法相就任は野党からも歓迎する声があった。法相として刑法の民主化、すなわち懲役刑の教化刑から自由刑への方針変更や、ナチス戦犯の時効延長決定に関わった。また姦通罪や男性の同性愛が刑法の対象から外され、嫡出・非嫡出の関わりなく子供の権利が同等に扱われ、信教による兵役忌避者が不当に罰せられないよう変更されたのも、彼の在任中に行われたものである。意外に思われたのは、学生運動の盛り上がりという時代背景からキージンガー内閣が1968年に制定した非常事態法に反対しなかったことだが、この法律は非常事態の際に市民を政府の恣意的弾圧から守るものだとしていた。過激化する学生運動に対してキージンガー首相が「武装化した左翼過激派による反議会主義的行為」と非難した際も、ハイネマンは学生運動を民主主義への懐疑によるものと理解を示し、同時に暴力行使を批判した。

### 連邦大統領
1969年、連邦大統領を選出する連邦会議が近づくと、ブラント党首は学生運動への理解があるソフトなイメージのハイネマンを候補に考えるようになった。対するCDUはリベラルなリヒャルト・フォン・ヴァイツゼッカーではなく保守派のゲアハルト・シュレーダーを連邦大統領候補としたため、その違いは鮮明となった。決選投票は三度に及び、わずか6票差でハイネマンが選出された。このことはSPD・FDPの接近と、この年10月のブラント政権成立の先駆けとなるものだった。
リベラル・人権派の彼が連邦大統領に就任したことに対する保守派の懸念の一方で、彼はドイツ連邦軍の兵士たち、そして良心的兵役拒否のため奉仕活動に従事する若者たちを頻繁に訪問した。連邦大統領主催の新年会には外交官が招待されるのが通例だったが、ハイネマンは一般庶民、とりわけ職業差別を受けるような職種の人々を進んで招待した。彼の在任中はドイツ赤軍によるテロや、1972年のミュンヘンオリンピックにおけるイスラエル選手団に対するパレスチナ・ゲリラの攻撃など、彼の心を痛める出来事が頻発した。彼は「アナーキストは反動主義者の最大の支援者だ」と述べてテロを非難する一方、政府にも過剰な反撃を戒めた。1972年にブラント首相が過激派への共鳴容疑者を公職から追放する政令を発したとき、ハイネマンは「基本法（憲法）は、その目的や精神と背馳する手段によって守られるべきではない」とこれを激しく批判している。
連邦大統領の主要な職務である外国訪問では、ナチスの被害を受けた国との和解をテーマとした。ドイツの元首としては、反独感情の強い隣国オランダを初めて訪問。1970年には万国博覧会のドイツデーに合わせて訪日、会場のあった大阪を訪問。さらにドイツ外務省の反対を押し切って広島を訪問して原爆犠牲者の慰霊碑に献花し、人類は広島・長崎で起きたような破滅を避ける責任があると訴えた。
後に広島赤十字・原爆病院には100万円を寄付している。
また西ドイツの元首として初めて東欧圏のルーマニアを訪問している。彼は外国元首を迎える際は式典よりも少人数の家庭的雰囲気で迎えることを好み、連邦大統領として迎えた最後の国賓はユーゴスラビアのチトー大統領だった。

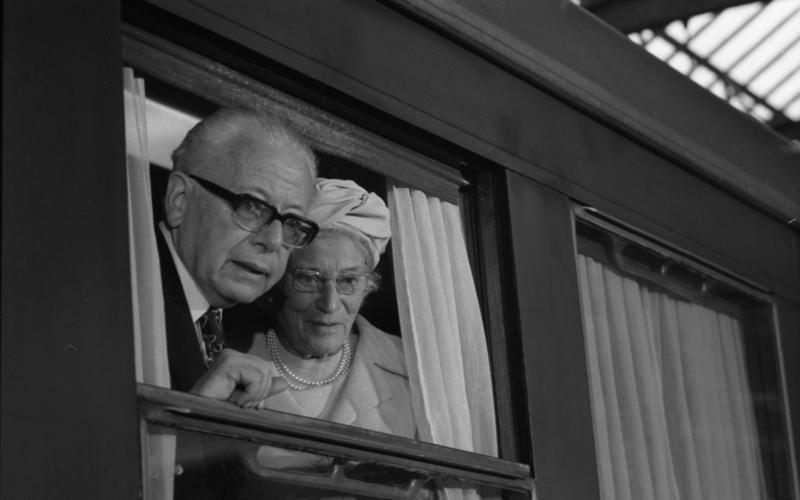
連邦大統領の任期を終え、ケルン駅から出発するハイネマン夫妻（1974年7月1日）

議会勢力を考慮すれば再選は確実だったが、ハイネマンは健康上・年齢上の理由で再任を断り、ギヨーム事件でブラント政権が退陣した直後の1974年6月30日に退任した。在任中も監獄を訪問していたが、退任後の1974年12月には獄中でハンガーストライキを続けるドイツ赤軍のウルリケ・マインホフを訪問している。生命を心配してハンストの中止を求めるハイネマンに対し、マインホフは政治犯を独房ではなく一緒に収容することを要求したが、ハイネマンはそれが暴力闘争の継続に繋がるとして拒絶した。過激化する極左の活動と、市民の権利を制限してまでそれに対抗する国の風潮を憂いつつ、1976年7月7日にハイネマンは脳梗塞と腎不全のため死去した。

## 表彰
彼の名を冠した学校、とりわけ障害者のための学校がドイツには数多く存在する。一方、1848年の革命に参加した自らの曾祖父らのために、ラシュタットにドイツ史上の自由主義運動に参加した人々を顕彰する記念館を設立した。
1969年の大統領就任と同時にドイツ連邦共和国功労勲章特等大十字章、またイギリスのバス勲章を受章した。ただし彼自身は勲章の受章を常に断っており、ドイツ連邦共和国功労勲章の廃止を求めていたが成功しなかった。

## 家族
1926年にヒルダ・オルデマンと結婚。神学を学んだ彼女はハイネマンをキリスト教に目覚めさせたのみならず、自身も社会奉仕活動に身を挺しており、知的障害者、女性受刑者、麻薬中毒患者のための支援団体を設立し、またアムネスティ・インターナショナルの顧問となった。
彼女との間に一男三女が生まれた。次女クリスタの娘（ハイネマンの外孫）クリスティナは、GVP党員でのちハイネマンと共にSPDに移ってノルトライン＝ヴェストファーレン州首相となったヨハネス・ラウと結婚した。1999年の大統領選挙にラウはSPD候補として立候補したが、野党民主社会党（PDS）が候補として立てたのは、ハイネマンの長女でクリスティナの伯母にあたる神学者・平和運動家のウタ・ランケ＝ハイネマンだった。投票の結果第二次投票で過半数を制したラウが第8代大統領に選出された。